# Число негіпотенузи
Число негіпотенузи — це натуральне число, квадрат якого не може бути записаний як сума двох ненульових квадратів. Назва спричинена фактом, що відрізок з довжиною, яка дорівнює числу негіпотенузи, не може утворити гіпотенузу прямокутного трикутника з цілими сторонами .
Числа 1, 2, 3 і 4 є негіпотенузні. Проте, число 5 не є таким числом, оскільки 52 дорівнює 32 + 42
Перші п'ятдесят чисел негіпотенузи:
1, 2, 3, 4, 6, 7, 8, 9, 11, 12, 14, 16, 18, 19, 21, 22, 23, 24, 27, 28, 31, 32, 33, 36, 38, 42, 43, 44, 46, 47, 48, 49, 54, 56, 57, 59, 62, 63, 64, 66, 67, 69, 71, 72, 76, 77, 79, 81, 83, 84 ( послідовність A004144 з Онлайн енциклопедії послідовностей цілих чисел, OEIS)
Числа негіпотенузи часто зустрічаються серед малих цілих чисел, проте, вони стають більш рідкісними для великих чисел. Але існує нескінченно багато негіпотенузних чисел, а кількість чисел гіпотенузи, що не перевищують значення x, асимптотно зростає пропорційно x/√log x  .
Числа негіпотенузи — це ті числа, які не мають простих дільників виду 4 k +1  . Еквівалентно, будь-яке число, яке не можна представити у вигляді {\displaystyle K(m^{2}+n^{2})}, де K, m і n є натуральними числами, не є числом негіпотенузи. Число, всі прості подільники якого не мають вигляду 4k +1, не може бути гіпотенузою примітивного трикутника, але може бути, гіпотенузою непримітивного трикутника  .